# Epitadeusz
Epitadeusz spártai ephorosz volt az i. e. 4. század elején, aki rendelkezéseivel megerősítette a konzervatív osztály helyzetét azzal, hogy megengedte a föld ajándékozását és végrendelettel való örökül hagyását a spártai polgárok (homoiosz) számára. Ennek eredménye az lett, hogy a spártai polgári parcellák, a klaroszok egyre kevesebb kézben összpontosultak és egyre kevesebb lett a teljes jogú spártai polgár.
Epitadeusz ezen törvényét, rhétráját sok történész vitatja, és i. e. 3. századi vagy platonikus konstrukciónak tartja. Az értesülést az ókorban Plutarkhosz is megbízhatatlannak tartotta. 